# آمال المثلوثي
آمال المثلوثي (ولدت في 11 يناير 1982) هي مغنية ومؤلفة أغاني تونسية.
إشتهرت عالميا بالأغنية الاحتجاجية "كلمتي حرة"، والتي أصبحت نشيدًا للثورة التونسية والربيع العربي. صدر أول ألبوم لها بعنوان "كلمتي حرة" في جميع أنحاء العالم في عام 2012 وقد لاقى استحسان النقاد. صدر ألبومها الثاني "إنسان" في عام 2017، حيث مزج الإلكترونيكا مع الموسيقى الكلاسيكية.
في 11 ديسمبر 2015، غنت آمال المثلوثي في حفل تقديم جائزة نوبل للسلام 2015 في أوسلو، والتي قدمت إلى الرباعي الراعي للحوار الوطني التونسي.
في عام 2020 ، حصد فيديو أغنيتها "حلم" التي غنتها باللغة العربية واللهجة التونسية عدة ملايين في غضون أشهر قليلة. أدرجت الأغنية "حلم" في الألبوم المزدوج The Tunis Diaries الذي سجلته بنفسها بصوتها وغيتار أكوستيك كأداة وحيدة وجهاز كمبيوتر محمول. "حلم" هو نسخة عربية من الأغنية الإيرانية "سلطان قلبها" مع ألحان أنوشيرفان روحاني وكلمات محمد علي شيراز.

## حياتها
بدأت آمال مثلوثي الغناء والتمثيل عندما كانت في الثامنة من عمرها في إحدى ضواحي مدينتها تونس. كتبت أول أغنية لها عندما كانت في العاشرة. اكتشفت قدراتها الصوتية القوية عندما كانت في الخامسة عشرة، وتلقت دعمًا من قِبل المحيطين بها واستلهمت من مغنيات البوب الكبيرات في التسعينيات. لاحقًا، وجدت ملاذًا قويًا في موسييقى الميتال والموسيقى الغوثية، وشكلت فرقتها الموسيقية الأولى في جامعة تونس عندما كانت في التاسعة عشرة من عمرها. بعد بضع سنوات، وبعد أن تأثرت بشدة بصوت وأفكار جوان بيز بعد أن عزف لها أحد أفراد فرقتها أغنية "ذي بوكسر"، قررت ترك الفرقة وبدأت في كتابة الأغاني السياسية، لكن خاب املها من قلة الفرص واللامبالاة في تونس، كما حدث مع أغنية "يا تونس يا مسكينة". في عام 2006، كانت مثلوثي من بين المرشحين لجائزة "بيريكس إر إم سي موين أورينت ميوزيك". في عام 2008، قررت مثلوثي الانتقال إلى باريس، فرنسا، بعد منع الحكومة التونسية أغانيها من البث عبر الراديو والتلفزيون. على الرغم من ذلك انتشرت في تونس عبر الأنترنت تسجيلات غير رسمية لعروضها المباشرة في فرنسا. بعد وفاة محمد البوعزيزي، كرست له مثلوثي نسخة عربية من أغنية جوان بيز "Here’s To You" وفي العربية "هذة اللحظة هي لكم".

### زيارة فلسطين تحت الاحتلال واتهامات بالتطبيع
في يوليو / تموز 2023 ، قدمت آمال المثلوثي عرضاً في القدس الشرقية التي ضمتها إسرائيل، وكذلك في بيت لحم ورام الله، وكلاهما في الضفة الغربية التي تحتلها إسرائيل. واتهمتها حركة المقاطعة التونسية بتطبيع الاحتلال الإسرائيلي. ونتيجة لذلك، ألغى مهرجان الحمامات حفلها الموسيقي في تونس دون أن يعلن لها. قالت المثلوثي من خلال بيان إنستغرام إن حفلاتها الموسيقية "لا تتعارض" سواء مع توجيهات حركة المقاطعة أو تلك التي تنتمي للحملة الفلسطينية للمقاطعة الأكاديمية والثقافية لإسرائيل. قال سهيل خوري، مدير عام معهد إدوارد سعيد الوطني للموسيقى بجامعة بيرزيت، والذي دعا المثلوثي للغناء ، "يجب الإشادة بها وعدم إدانتها على ما فعلته... لقد كانت رائعة، وربما كانت واحدة من أفضل العروض التي لقد شهدت فلسطين على الإطلاق ".

## الأغاني
غنت أمال المثلوثي قصيدة (جفرا) للشاعر الفلسطيني عز الدين المناصرة، ومن أغانيها أيضاً
- كلمتي حرّة
- بين الوديان
- ديمة ديمة
- هدوء

## وصلات خارجية
- آمال المثلوثي على موقع IMDb (الإنجليزية)
- آمال المثلوثي على موقع ميوزك برينز (الإنجليزية)
- آمال المثلوثي على موقع ديسكوغز (الإنجليزية)
- الموقع الرسمي
- صفحة آمال المثلوثي في ماي سبيس